# Enmienda (agricultura)

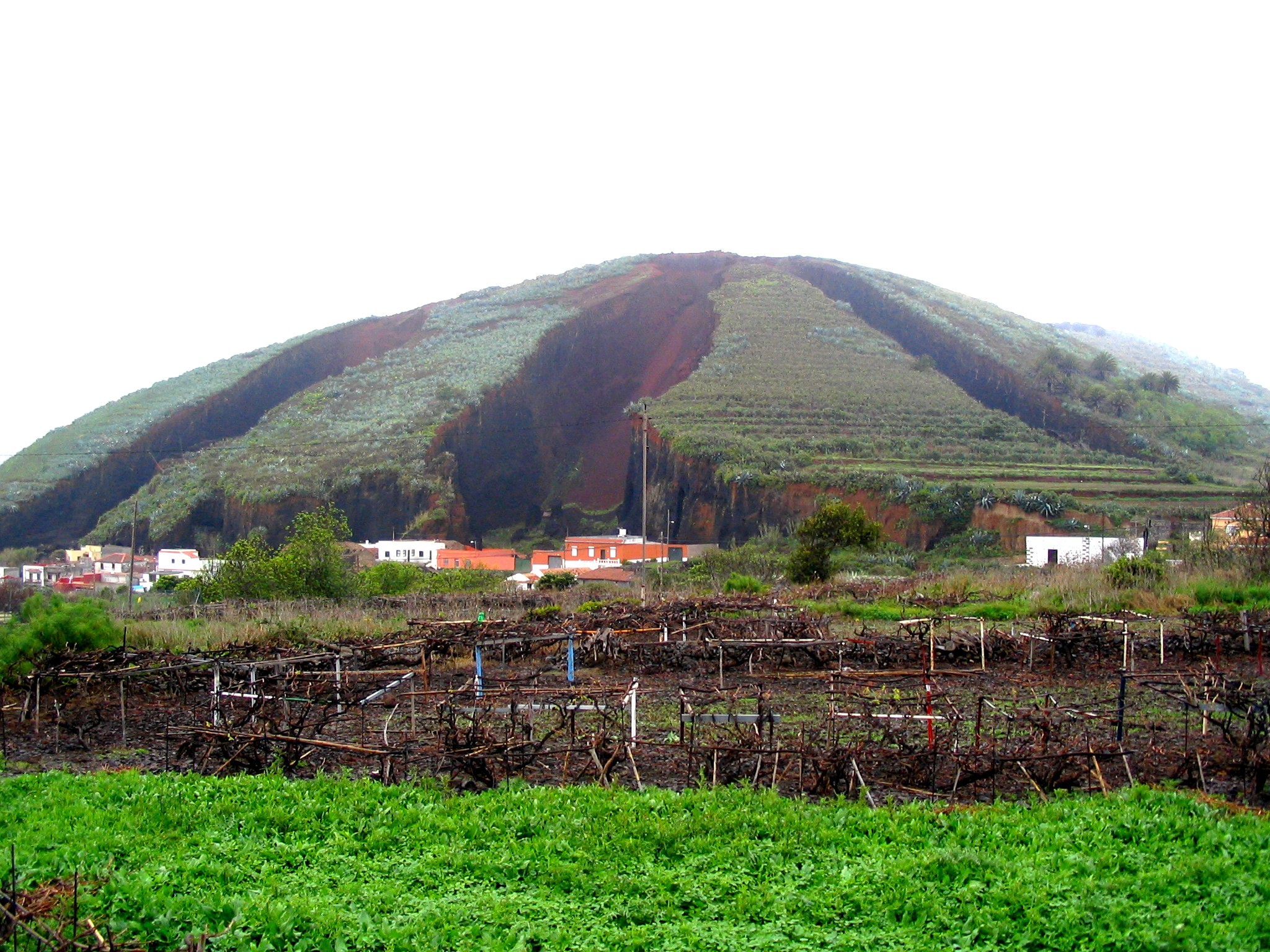
Extracciones de cenizas volcánicas, El Palmar, Tenerife (Islas Canarias). La tierra parda, o "picón" extraída del antiguo cono volcánico se esparce en los campos para mejorar su capacidad para retener agua.

La enmienda o acondicionamiento es el aporte de un producto fertilizante o de materiales destinados a mejorar la calidad de los suelos (en términos de estructura y composición, ajustando sus nutrientes, su pH ya sea para su acidez o basicidad).
Las enmiendas suelen ser:
1. Productos orgánicos que aportan humus ejerciendo una influencia positiva sobre el suelo, favoreciendo retención de agua, mejoramiento de estructura, capacidad tampón, CIC, capacidad de quelación e incremento de disponibilidad de nutrientes.
2. Calizas, calizas dolomíticas o azufre, para variar reacción suelo modificando acidez o alcalinidad. Para incrementar el pH se utilizan normalmente carbonatos cálcicos, magnésicos, cálcico magnésicos (dolomita) para turbas ácidas.
3. Aplicación de yeso para disminuciones de Na en suelos sódicos.[1]
4. También pueden ser consideradas enmiendas aquellos aportes vía productos comerciales no orgánicos que faciliten la translocación mineral en suelo (haciendo CIC más eficiente) (BAM FX™)[2]

## Enmiendas orgánicas
Son las que se realizan con materiales orgánicos, como el mantillo, la tierra de brezo o de castaño, el estiércol, etc. Suelen realizarse para mejorar las características físicas del suelo aportando materia orgánica.
Disminuyen la compactación del suelo y aportan también nutrientes.

## Enmiendas del pH
Pueden ser enmiendas básicas, que afectan a las propiedades físicas y químicas del suelo (por ejemplo, sobre el pH) estableciendo un medio más propicio para el desarrollo de un cultivo o pueden ser enmiendas orgánicas, que también actúan sobre la vida microbiana del suelo. Las enmiendas también a menudo contienen cantidades significativas de nutrientes y son a veces sinónimo de fertilizantes.
Los suelos ácidos se neutralizan con tratamientos alcalinos. Se pueden utilizar varios productos. La cal es uno de los materiales más eficaces.
En suelos alcalinos, se puede utilizar fertilizantes acidificantes, como el sulfato de amonio, el fosfato monoamónico o fosfato diamónico. Entre las enmiendas: él es útil para los suelos salinos y sódicos y también puede proporcionar azufre.
Estos elementos pueden ser fertilizantes, pero este no es el objetivo principal de su uso.